# كوليورد (جرجر)
كوليورد (بالكردية: Tillo‏) (بالتركية: Gölyurt)‏ هي قرية كرديّة تتبع إداريّاً لمديرية جرجر في محافظة أديامان التركية، بلغ عدد سكانها 1,315 نسمة في عام 2021.